# You Could Have Been With Me
You Could Have Been With Me fue lanzado en 1981 y es el segundo álbum de Sheena Easton con EMI.

## Antecedentes
Lanzado a finales de 1981, el álbum alcanzó su punto máximo el # 47 del U.S. Pop Chart (en Estados Unidos) y # 33 en el Reino Unido, obteniéndo por sus ventas discos de oro y plata respectivamente. El hit más grande del álbum fue "You Could Have Been with Me " (# 15 en Estados Unidos y  54 en el Reino Unido). En el Reino Unido el sencillo principal fue "Just Another Broken Heart", alcanzó su punto máximo en número 33.
En el año 2000 se lanzó a la venta una nueva edición en CD y se añadió la pista "For Your Eyes Only" (# 4 en Estados Unidos y 8 en el Reino Unido), uno de los singles más exitosos de Easton. El álbum fue un éxito en Escandinavia, alcanzando el # 2 en Suecia y 7 en Noruega. En Canadá el álbum fue disco de platino en ventas.

## Lista de canciones Reino Unido
- Lado uno:

1. "A Little Tenderness" (Peter Vale)
2. "You Could Have Been with Me" (Lea Maalfrid)
3. "Just Another Broken Heart" (Peter Vale)
4. "I'm Not Worth the Hurt" (Deborah Allen, Eddie Struzick, Rafe Van Hoy)
5. "(He's Got) Savoir Faire" (Phil Palmer, Peter Vale)

- Lado dos:

1. "A Letter from Joey" (Dominic Bugatti)
2. "Telephone Lines"
3. "Johnny" (Donovan McKitty)
4. "Trouble in The Shadows"
5. "Isn't it So"

## Lista de canciones Estados Unidos
- Lado uno:

1. "A Little Tenderness"
2. "You Could Have Been with Me"
3. "Just Another Broken Heart"
4. "I'm Not Worth the Hurt"
5. "(He's Got) Savoir Faire"

- Lado dos:

1. "A Letter from Joey"
2. "Telephone Lines"
3. "Johnny"
4. "Trouble in The Shadows"
5. "When He Shines" (Dominic Bugatti, Freddie Palmer)

CD Bonus tracks:
1. "It's it So"
2. "For Your Eyes Only" (Bill Conti, Michael Leeson)
3. "No-one Ever Knows" (Peter Vale)